# Contea di Jingyuan (Ningxia)
La contea di Jingyuan (泾源县S, Jīngyuán XiànP) è una contea della Cina, situata nella regione autonoma di Ningxia e amministrata dalla prefettura di Guyuan.